# آن ماري كاديو
آن ماري كاديو هي كاتبة سيناريو ومخرجة وممثلة كندية، ولدت في 23 سبتمبر 1963 في مونتريال في كندا.

## أعمال

### أفلام
- (2009) التروتسكي

## وصلات خارجية
- آن ماري كاديو على موقع IMDb (الإنجليزية)
- آن ماري كاديو على موقع ألو سيني (الفرنسية)
- آن ماري كاديو على موقع أول موفي (الإنجليزية)
- آن ماري كاديو على موقع قاعدة بيانات الأفلام السويدية (السويدية)
- آن ماري كاديو على موقع قاعدة بيانات الفيلم (الإنجليزية)
- آن ماري كاديو على موقع كينوبويسك (الروسية)